# 斯圖爾特角
斯圖爾特角（英語：Stuart Point）是南極洲的海岬，位於威爾克斯地，處於莫里灣入口處東部，根據美國海軍拍攝空中照片繪入地圖，現時由南極條約體系管理。